# Erster Ägyptisch-Osmanischer Krieg
Akkon – Homs – Bilan – Konya
Der Erste Ägyptisch-Osmanischer Krieg, auch Erster Türkisch-Ägyptischer Krieg oder Erster Syrienkrieg, war ein militärischer Konflikt zwischen dem Osmanischen Reich und Khedivat Ägypten. Muhammad Ali Pascha löste ihn durch seine Forderung an die Hohe Pforte nach der Kontrolle über Großsyrien als Belohnung für die Unterstützung des Sultans während des griechischen Unabhängigkeitskrieges aus. Infolgedessen erlangten die ägyptischen Streitkräfte vorübergehend die Kontrolle über Syrien und rückten bis nach Kütahya nach Norden vor.

## Hintergrund
Es wird berichtet, dass der ägyptische Vizekönig Muhammad Ali Pascha bereits 1812 plante, seine Herrschaft auf die syrischen Provinzen des Osmanischen Reiches auszudehnen, und in diesem Jahr dem britischen Konsul heimlich von seinen Plänen berichtete. Zur Ausführung dieser Pläne kam es aber nicht. Er festigte im Auftrag von Sultan Mahmud II. seine Herrschaft über Ägypten Hierfür modernisierte er die ägyptische Regierungsverwaltung, die öffentlichen Dienste und die Streitkräfte. Gleichzeitig schlug er verschiedene Aufstände, darunter die der Mamluken und Wahhabiten, nieder.
Im Jahr 1825 forderte der Sultan Muhammad Ali auf, den Aufstand der griechischen Christen niederzuschlagen. Für seine Dienste wurde ihm die Herrschaft über Kreta, Zypern und Morea (die heutige Peloponnes) versprochen. Sein Sohn, Ibrahim Pascha, errang an der Spitze einer Wehrpflichtigenarmee einen schnellen Sieg und kontrollierte im Februar 1825, zehn Monaten nach seiner Ankunft, fast die gesamte peloponnesische Halbinsel. Die Griechen setzten ihre Guerillaoperationen jedoch bis September 1827 fort. Die öffentliche Meinung in Russland, Großbritannien und Frankreich zwang die Großmächte, zugunsten der Griechen einzugreifen. Die gemeinsame britisch-russisch-französische Flotte zerstörte im Oktober in der Schlacht von Navarino die Flotte von Muhammad Ali und Ibrahim. Im Jahr nach der Ankunft einer französischen Expeditionstruppe und einer von den europäischen Mächten ausgehandelten Einigung wurde die Flotte aus Morea vertrieben. Nach der Rückkehr aus Griechenland wurde mit den konkreten Vorbereitungen für die Eroberung Syriens begonnen.

## Invasion in Syrien
Der Gouverneur von Akkon, Abdullah Pascha ibn Ali, beherbergte vor der ägyptischen Einberufung Geflüchtete und soll eine Bitte um Hilfe bei Muhammad Alis Kriegsanstrengungen abgelehnt haben. Diese Beleidigungen wurden als Vorwand genutzt, um die Land- und Seestreitkräfte unter dem Kommando von Ibrahim Pascha im Oktober 1831 nach Norden zu schicken, um Akkon zu belagern. Nach sechs Monaten Belagerung fiel im Mai 1832 die Stadt an Ibrahims Armee. Nach Akkon zog er weiter nach Aleppo, Homs, Beirut, Sidon, Tripolis und Damaskus. Die vom Sultan und verschiedenen örtlichen Gouverneuren entsandten Armeen waren nicht in der Lage, Ibrahims Truppen aufzuhalten.
Bei den damals laufenden Tanzimat-Reformen von Mahmud II. gab es erhebliche Schwierigkeiten bei der Übernahme von Innovationen aus anderen europäischen Armeen wie die Wehrpflicht und das Exerzieren. Muhammad Ali war es gelungen, beides zu übernehmen. Ibrahims überwältigender Erfolg kann jedoch nicht nur der moderneren Organisation zugeschrieben werden. Seine Offiziere verfügten über deutlich mehr Erfahrung als ihre osmanischen Kollegen, da sie in den beiden jüngsten großen Kämpfen des Osmanischen Reiches gegen die Wahhabiten und die griechischen Aufständischen die Hauptlast der Kämpfe getragen hatten. Außerdem gewannen sie für den Kampf erhebliche Unterstützung vor Ort, indem sie ihre Kampagne als Befreiungskampagne vom türkischen Joch darstellten. Während die Provinzen Großsyriens bereits unter seiner Kontrolle standen, setzte die ägyptische Armee Ende 1832 ihren Feldzug nach Anatolien fort.

### Schlacht von Konya
Am 21. November 1832 besetzten die ägyptischen Truppen die Stadt Konya in der Zentraltürkei, die in Schlagdistanz zur Reichshauptstadt Konstantinopel lag. Der Sultan organisierte eine neue Armee von 80.000 Mann unter Reshid Mehmed Pascha, dem Großwesir, um Ibrahims Vormarsch in Richtung Hauptstadt zu blockieren. Ibrahim befehligte eine Streitmacht von 50.000 Mann. Allerdings waren nur 15.000 Mann in Konya, während der Rest die Versorgungslinien nach Kairo verteidigte. Am 21. Dezember 1832 trafen die Armeen aufeinander. Es herrschte Nebel. Es siegten Ibrahims Streitkräfte. Der Großwesir wurde zum Kriegsgefangenen. Die Ägypter erlitten nur 792 Verluste gegenüber den 3000 Toten der osmanischen Armee. Zusätzlich erbeuteten sie 46 der 100 Geschütze, mit denen die Armee aus Kostantiniyye ausgezogen war. Der überwältigende Sieg bei Konya war der letzte und beeindruckendste Sieg des ägyptischen Feldzugs gegen die Hohe Pforte. Er stellte den Höhepunkt von Muhammad Alis Macht in der Region dar.

## Nachwirkungen

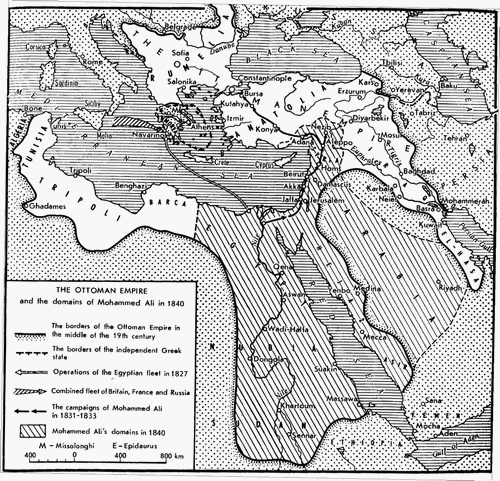
Gebiet, das nach der Friedensvereinbarung mit Mahmud II. im Jahr 1833 von Muhammad Ali aus Ägypten kontrolliert wurde.

Da es zwischen der ägyptischen Armee und Kostantiniyye keine osmanischen Streitkräfte mehr gab, erlitten die Osmanen eine demütigende Niederlage. Ägypten hatte fast die gesamte Türkei außer der Stadt Kostantiniyye erobert. Nur aufgrund des strengen Winterwetters lagerte die ägyptische Armee so lange in Konya, dass die Hohe Pforte ein Bündnis mit Russland schließen konnte und russische Truppen in Anatolien eintrafen. Diese versperrten den Weg in die Hauptstadt. Die Ankunft der russischen Macht erwies sich für Ibrahims Armee als zu große Herausforderung. Aus Angst vor dem wachsenden Einfluss Russlands im Osmanischen Reich und dem Potenzial, das Mächtegleichgewicht zu stören, zwangen die Franzosen und Briten Muhammad Ali und Ibrahim, der Konvention von Kütahya zuzustimmen. Im Rahmen der Vereinbarung wurden die syrischen Provinzen an Ägypten abgetreten und Ibrahim Pascha zum Generalgouverneur der Region ernannt.
Der Vertrag machte Muhammad Ali zum nominellen Vasallen des Sultans. Sechs Jahre später, als Muhammad Ali die Unabhängigkeit de jure erklärte, verurteilte der Sultan ihn als Verräter und schickte eine Armee, um Ibrahim Pascha entgegenzutreten, was den Zweiten Ägyptisch-Osmanischen Krieg auslöste.